# Sorex monticolus
Sorex monticolus är en däggdjursart som beskrevs av Clinton Hart Merriam 1890. Sorex monticolus ingår i släktet Sorex och familjen näbbmöss. IUCN kategoriserar arten globalt som livskraftig.
Artepitet i det vetenskapliga namnet är sammansatt av de latinska orden mons (berg/fjäll) och colere (bo där).

## Utseende
Arten blir 103 till 142 mm lång, inklusive en 40 till 62 mm lång svans. Vikten varierar mellan 5,5 och 7,2 g. Sommarpälsen har på ovansidan en brun färg och undersidan är grå till silvervit. Under hösten byts till den mörkare och tjockare vinterpälsen. Honor får redan i mars sin sommarpäls åter och hanar först i maj. Svansen har likaså en mörk ovansida och en ljus undersida. Tandformeln är I 3/1 C 1/1 P 3/1 M 3/3, alltså 32 tänder.
Djuret har nästan identiskt utseende som Sorex vagrans. Avvikelser finns i konstruktionen av skallen och tänderna, i tändernas färg och i konstruktionen av trampdynorna.

## Utbredning och habitat
Denna näbbmus förekommer i västra Nordamerika från Alaska och västra Kanada till nordvästra Mexiko. Beståndet är i USA och Mexiko delat i flera från varandra skilda populationer. Arten lever i låglandet och i bergstrakter upp till 2600 meter över havet. Sorex monticolus förekommer i olika habitat som barrskogar, alpin tundra, gräsmarker eller strandlinjer av vattendrag.

## Ekologi
Individerna lever utanför parningstiden ensam. De är aktiva på natten och på morgonen. Arten håller ingen vinterdvala. En hanes revir överlappar med reviren av upp till fem honor. Allmänt är artfränder inte aggressiva mot varandra. Bara mellan ungar och ibland mellan vuxna individer under vintern uppstår strider.
Sorex monticolus äter främst ryggradslösa djur som insekter, deras larver, snäckor, daggmaskar och spindeldjur. I sällsynta fall dödas en ung salamander. I mindre mått ingår frön, svampar och lav i födan. Näbbmusen äter mycket på grund av den snabba ämnesomsättningen.
Beroende på utbredning sträcker sig fortplantningstiden från februari till augusti (eller kortare). Honor har 3 eller 4 kullar per år med 5 till 6 ungar per kull. Enligt olika uppskattningar varar dräktigheten 13 till 28 dagar. Ungarna föds i boet av gräs som placeras i ett gömställe. De är i början nakna och blinda. Efter cirka tre veckor slutar honan med digivning. Individer av honkön parar sig inte före den första vintern. Livslängden går upp till 12 eller sällan till 18 månader.

## Underarter
Arten delas in i följande underarter:
- S. m. monticolus
- S. m. alascensis
- S. m. calvertensis
- S. m. elassodon
- S. m. insularis
- S. m. isolatus
- S. m. longicaudus
- S. m. malitiosus
- S. m. obscurus
- S. m. parvidens
- S. m. prevostensis
- S. m. setosus
- S. m. shumaginensis
- S. m. soperi